# مرمز (طبق)
المرمز هو طبق تونسي تقليدي يتكون من لحم الضأن المقلي مع الفاصوليا، وتتمثل مكوناته الأساسية في اللحم، والبصل، والطماطم.